# Three Oaks (Floride)
Pour les articles homonymes, voir Three Oaks.
Three Oaks est une census-designated place du comté de Lee, dans l'État de Floride, aux États-Unis,. En 2020, elle compte une population de 5 472 habitants.